# Antonio Martín Velasco
Antonio Martín Velasco (Torrelaguna, Madrid, 24 de maig de 1970 - 11 de febrer de 1994) va ser un ciclista espanyol que fou professional entre 1992 i 1994 any de la seva mort.
De la seva curta carrera destaca la victòria d'etapa a la Volta a Catalunya de 1993 i la classificació dels joves del Tour de França del mateix any.
El dia 11 de febrer de 1994 mentre s'entrenava amb un company, a la N-320 a prop de Venturada, un camió li va donar un cop amb el retrovisor. A causa de l'accident, va morir moments més tard

## Palmarès
- 1992
  - 1r a la Hucha d'Oro
- 1993
  -  1r de la Classificació dels joves del Tour de França
  - Vencedor d'una etapa de la Volta a Catalunya

### Resultats al Tour de França
- 1993. 12è de la classificació general i  1r de la Classificació dels joves